# Liste anthropologischer Zeitschriften
Die Liste anthropologischer Zeitschriften stellt Magazine, Journale und Zeitschriften aus dem Bereich der Anthropologie zusammen. Die nach Ländern sortierte Liste erhebt keinen Anspruch auf Vollständigkeit oder Aktualität. Den Schwerpunkt bilden jeweils die früh erschienenen Zeitschriften des Faches. Einige der aufgeführten Zeitschriften gehören zum Gedankengut des Nationalsozialismus (Deutschland) und dem des wissenschaftlichen Rassismus (engl. Scientific racism). Mit angegeben ist das erste Erscheinungsdatum.
Übersicht:

## Belgien
- Bulletin de la Société d’Anthropologie de Bruxelles 1883

## Deutschland
- Zeitschrift für psychische Ärzte 1818–1822
  - Zeitschrift für die Anthropologie 1823–1826
- Archiv für Anthropologie 1866–1935
- Zeitschrift für Morphologie und Anthropologie 1899
- Politisch-Anthropologische Revue 1902
- Archiv für Rassen- und Gesellschaftsbiologie 1904
- Anthropologischer Anzeiger 1924
- Zeitschrift für Rassenphysiologie 1929
- Archiv für Bevölkerungswissenschaft 1931
- Rasse: Monatsschrift der nordischen Gedanken 1934
- Zeitschrift für Rassenkunde und die gesamte Forschung am Menschen 1935
- Zeitschrift für menschliche Vererbungs- und Konstitutionslehre. Fortsetzung der 1914 begründeten Zeitschrift für [Angewandte Anatomie und] Konstitutionslehre. 1935
- Fortschritte der Erbpathologie, Rassenhygiene und ihrer Grenzgebiete 1937

## Frankreich
- Bulletins de la Société d’Anthropologie de Paris, 1860 (ab 1900 Bulletins et Mémoires de la Société d’Anthropologie de Paris)
- Revue d’Anthropologie 1872
- L’Anthropologie 1890

## Großbritannien
- The Journal of the Anthropological Institute of Great Britain and Ireland 1872
- Man 1901–1964

## Indien
- Man in India, a quarterly journal of anthropology 1921

## Italien
- Archivio per l’Anthropologia e la Etnologia 1871
- Atti della Societá Romana di Anthropologia 1893

## Japan
- Journal of the Anthropological Society of Nippon 1895

## Österreich
- Mitteilungen der Anthropologischen Gesellschaft in Wien 1871

## Polen
- Przegląd Antropologiczny 1925

## Portugal
- Trabalhos da Sociedada Portugesa de Anthropologia e Etnologia 1919

## Russland/Sowjetunion
- Russkij antropologičeskij zurnal (Русский антропологический журнал / Journal russe d’anthropologie) 1900–1937

## Schweiz
- Archives Suisses d’Anthropologie Générale 1914
- Bulletin der Schweizerischen Gesellschaft für Anthropologie, Ethnologie und Urgeschichte 1924–1972

## Tschechoslowakei
- Anthropologie (Prag) 1923–1941

## Vereinigte Staaten
- American Anthropologist 1888
- American Journal of Physical Anthropology 1918
- Human Biology 1929